# Claude Renoir (directeur de la photographie)
Pour les articles homonymes, voir Renoir et Claude Renoir.
Claude Renoir est un directeur de la photographie français, né le 4 décembre 1913 à Paris et mort le 5 septembre 1993 à Troyes (Aube).

## Biographie
Claude Renoir est le fils de l'acteur Pierre Renoir et de la comédienne Véra Sergine. Il est donc également le neveu de Jean Renoir (avec qui il a notamment travaillé sur une dizaine de films) et du céramiste Claude Renoir ainé, et le petit-fils du peintre Auguste Renoir et d'Aline Charigot. Il est aussi le père du réalisateur Jacques Renoir et de l'actrice Sophie Renoir.
Claude Renoir a été le directeur de la photographie pour des films devenus classiques, de styles très variés, allant de La Bête humaine de Jean Renoir à La Grande Vadrouille de Gérard Oury, en passant par Les Tricheurs de Marcel Carné, Barbarella de Roger Vadim ou L'Aile ou la Cuisse de Claude Zidi. Il a travaillé également avec des réalisateurs étrangers, notamment pour La Folle de Chaillot (The Madwoman of Chaillot) de Bryan Forbes ou French Connection II de John Frankenheimer. 
Il a participé également à la série des films de James Bond, où une anecdote reste célèbre : à la suite d'un ennui de santé sur le tournage du film  L'Espion qui m'aimait, Claude Renoir dut être temporairement remplacé, et le choix fut pour le moins inattendu ; à la demande de son ami le chef décorateur Ken Adam (Barry Lyndon, Docteur Folamour), c'est Stanley Kubrick qui accepta, à la condition expresse que sa contribution restât secrète, de superviser l'éclairage de la scène d'intérieur du supertanker (contribution dévoilée dans le making-of du DVD en édition spéciale, L'Espion qui m'aimait). Il existe une photo montrant Stanley Kubrick sur le plateau de tournage.

## Filmographie
- 1932 : La Nuit du carrefour de Jean Renoir
- 1932 : Chotard et Cie de Jean Renoir
- 1935 : Toni de Jean Renoir
- 1936 : Partie de campagne de Jean Renoir
- 1936 : La vie est à nous de Jean Renoir
- 1937 : Le Chanteur de minuit de Léo Joannon
- 1937 : La Grande Illusion de Jean Renoir
- 1938 : Lumières de Paris de Richard Pottier
- 1938 : La Bête humaine de Jean Renoir, cadreur
- 1939 : Le Dernier Tournant de Pierre Chenal
- 1940 : Sérénade de Jean Boyer
- 1942 : Opéra-Musette de René Lefèvre et Claude Renoir aîné
- 1943 : Aristide Maillol, sculpteur de Jean Lods
- 1944 : Bonsoir mesdames, bonsoir messieurs de Roland Tual
- 1944 : L'aventure est au coin de la rue de Jacques Daniel-Norman
- 1945 : L'Extravagante Mission d'Henri Calef
- 1946 : Jéricho d'Henri Calef
- 1946 : Le Couple idéal de Bernard Roland et Raymond Rouleau
- 1946 : Le Père tranquille de René Clément
- 1947 : Pour une nuit d'amour d'Edmond T. Gréville
- 1947 : Les Chouans d'Henri Calef
- 1947 : La Maison sous la mer, d'Henri Calef
- 1947 : Monsieur Vincent de Maurice Cloche
- 1948 : La Grande Volière de Georges Péclet
- 1948 : L'amore[réf. nécessaire]
- 1948 : Impasse des Deux-Anges de Maurice Tourneur
- 1949 : Rendez-vous de juillet de Jacques Becker
- 1949 : Alice au pays des merveilles
- 1949 : Docteur Laennec de Maurice Cloche
- 1950 : Prélude à la gloire de Georges Lacombe
- 1950 : Né de père inconnu de Maurice Cloche
- 1950 : Le Traqué de Frank Tuttle (version américaine seulement)
- 1951 : Images de l'ancienne Égypte de Maurice Cloche
- 1951 : Monsieur Fabre de Henri Diamant-Berger
- 1951 : Le Fleuve de Jean Renoir
- 1951 : Knock de Guy Lefranc
- 1951 : Clara de Montargis d'Henri Decoin
- 1952 : Le Gantelet vert (The Green Glove) de Rudolph Maté
- 1953 : Le Carrosse d'or de Jean Renoir
- 1953 : Puccini de Carmine Gallone
- 1954 : Une fille nommée Madeleine d'Augusto Genina
- 1954 : Indes fabuleuses de Giulio Macchi
- 1954 : Madame Butterfly de Carmine Gallone
- 1955 : Un missionnaire de Maurice Cloche
- 1956 : Le Mystère Picasso d'Henri-Georges Clouzot
- 1956 : Crime et châtiment de Georges Lampin
- 1956 : Elena et les Hommes de Jean Renoir
- 1957 : Les Sorcières de Salem de Raymond Rouleau
- 1958 : Une vie d'Alexandre Astruc
- 1958 : Les Tricheurs de Marcel Carné
- 1959 : Délit de fuite de Bernard Borderie
- 1959 : Lune de miel de Michael Powell (non crédité)
- 1959 : La Valse du Gorille de Bernard Borderie
- 1960 : Sergent X de Bernard Borderie
- 1960 : Et mourir de plaisir de Roger Vadim
- 1960 : Les Tortillards de Jean Bastia
- 1960 : Terrain vague de Marcel Carné
- 1961 : La Fayette de Jean Dréville
- 1962 : Les Amants de Teruel de Raymond Rouleau
- 1963 : Symphonie pour un massacre de Jacques Deray
- 1964 : L'Insoumis d'Alain Cavalier
- 1964 : Deux Têtes folles (Paris, When It Sizzles) de Richard Quine (non crédité)
- 1965 : L'Heure de la vérité de Henri Calef
- 1965 : La Fabuleuse Aventure de Marco Polo de Denys de La Patellière et Noël Howard
- 1966 : Paris au mois d'août de Pierre Granier-Deferre
- 1966 : La Curée de Roger Vadim
- 1966 : La Grande Vadrouille de Gérard Oury
- 1968 : Barbarella de Roger Vadim
- 1968 : Histoires extraordinaires : sketch Metzengerstein de Roger Vadim
- 1969 : Soluna de Marcos Madanes
- 1969 :  La Folle de Chaillot (The Madwoman of Chaillot) de Bryan Forbes
- 1970 : Les Derniers Aventuriers (The Adventurers) de Lewis Gilbert
- 1970 : La Dame dans l'auto avec des lunettes et un fusil d'Anatole Litvak
- 1971 : Les Mariés de l'an II de Jean-Paul Rappeneau
- 1971 : Les Cavaliers ("The Horsemen") de John Frankenheimer
- 1971 : Le Casse d'Henri Verneuil
- 1971 : Le Tueur de Denys de La Patellière
- 1972 : Hellé de Roger Vadim
- 1973 : L'Impossible Objet (Story of a Love Story) de John Frankenheimer
- 1973 : Le Serpent d'Henri Verneuil
- 1974 : Paul et Michèle de Lewis Gilbert
- 1975 : French Connection II de John Frankenheimer
- 1975 : La Traque de Serge Leroy
- 1976 : Docteur Françoise Gailland de Jean-Louis Bertuccelli
- 1976 : Calmos de Bertrand Blier
- 1976 : Une femme fidèle de Roger Vadim
- 1976 : L'Aile ou la Cuisse de Claude Zidi
- 1977 : L'Animal de Claude Zidi
- 1977 : L'Espion qui m'aimait (The Spy Who Loved Me) de Lewis Gilbert
- 1978 : La Zizanie de Claude Zidi
- 1978 : Attention, les enfants regardent de Serge Leroy
- 1979 : Le Toubib de Pierre Granier-Deferre

## Prix et nominations
- Césars 1977 : double nomination au César de la meilleure photographie pour Docteur Françoise Gailland et Une femme fidèle

## Pour approfondir